# 成願寺 (尾道市因島中庄町)
成願寺（じょうがんじ）は、広島県尾道市因島中庄町にある曹洞宗の寺院。

## 概要
寺伝によれば、文安年間（1444年 - 1449年）に宮地明光が因島庄・山方に臨済宗佛通寺派の寺院として開創したとされる。1582年（天正10年）、現在地に移転中興し、1692年（元禄5年）に三原香積寺9世の明堂和尚により再建、曹洞宗に宗旨替えした。

## 寺宝
開基宮地明光の兜印と伝えられる、毘沙門天小像。
同じく明光の開創である同島内の重井毘沙門堂旧本尊、毘沙門天像。
法楽踊の幟が残る。